# Peucedanum palustre
El apio lechal (Peucedanum palustre) es una especie de planta herbácea perteneciente a la familia de las apiáceas.

## Descripción
Reside en los humedales, ciénagas, ríos poco profundos, etc, en ocasiones en las zanjas y otras pequeñas características cerca del agua. Es relativamente tolerante a la sombra. Requiere estar sumergida estacionalmente para competir con otras plantas. 

## Ecología
Es el principal alimento de la mariposa Papilio machaon.

## Taxonomía
Peucedanum palustre fue descrita por   (L.) Moench y publicado en Methodus Plantas Horti Botanici et Agri Marburgensis : a staminum situ describendi 82. 1794.
Sinonimia
- Calestania palustris Koso-Pol.[3]